# Billings
Billings je v současnosti počtem obyvatel největší město amerického státu Montana. Nachází se ve středu jižní části Montany a v současnosti má mírně přes 100 000 obyvatel. Dnes je také jedním z nejrychleji rostoucích měst na severu USA, z měst nad 100 tisíc obyvatel je však jejich počtem nejmenší.
Město bylo pojmenováno podle někdejšího prezidenta Severní pacifické dráhy Fredericka H. Billingse. První aglomerace na území Billings vznikla roku 1882, původně jako malá stanice železniční dráhy. Jeho růst pak byl velmi rychlý, což souviselo s rapidním přírůstkem populace do této oblasti koncem 19. století. Jde o největší město v okruhu zhruba 500 kilometrů.

## Demografie
Podle sčítání lidu z roku 2010 zde žilo 104 170 obyvatel.

### Rasové složení
- 89,6 % Bílí Američané
- 0,8 % Afroameričané
- 4,4 % Američtí indiáni
- 0,7 % Asijští Američané
- 0,1 % Pacifičtí ostrované
- 1,4 % Jiná rasa
- 2,9 % dvě nebo více ras

Obyvatelé hispánského nebo latinskoamerického původu, bez ohledu na rasu, tvořili 5,2% populace.

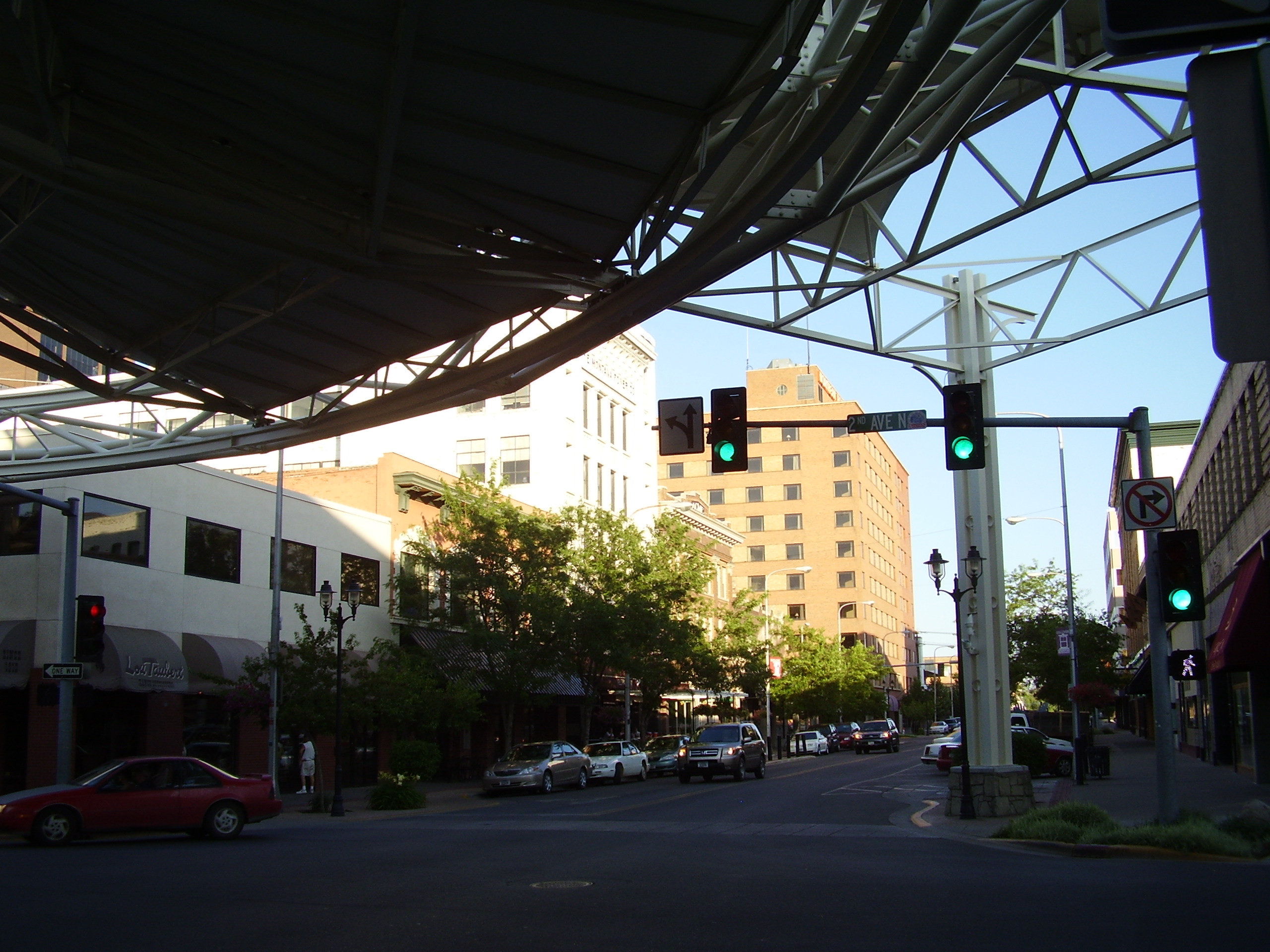
Pohled na jednu z křižovatek v centru Billings (červenec 2009).

## V literární fikci
Město Billings je zmiňováno například ve sci-fi thrilleru Poslední dny dinosaurů, kde je o něm pojednáno jako o městě, v jehož blízkosti se nachází fiktivní laboratorní komplex Quantum Fields, ve kterém probíhají experimenty s obřím tajným urychlovačem částic.